# 苏州高新有轨电车
苏州高新有轨电车，是位于苏州高新区的有轨电车系统，远期规划共将建设6条线路，总长约80公里，目前实际建成运营2条线路。
苏州高新区有轨电车1号线是中华人民共和国运营里程最长的有轨电车线路，2号线是运营平均速度最快的有轨电车线路。

## 沿革

### 线网规划
苏州高新区有轨电车1号线首通段在太湖大道上的线路走向与当时苏州市规划的地铁3号线支线（今9号线）完全相同。当时规划中，3号线支线起自今马运路站，沿太湖大道至现在的有轨电车龙康路站一带，尚未确定建设时间。该线路使用“3号线支线”名义，但不与3号线主线贯通运行，实质上独立成线运营，远期向东延伸并改名。另外一方面，高新区却认为，3号线支线与地铁1号线建设的时间差会使得城市发展集中于地铁1号线沿线，希望该线路尽早建成以便向西发展。为此，高新区提出了分四个阶段建设、由6条线路组成的有轨电车线网规划，一方面作为新区内部的次骨干交通，另一方面也借此提前打通太湖大道通道。2011年6月，有轨电车线网规划获苏州市政府批复。

### 第一阶段
苏州高新区有轨电车线网规划的第一阶段即覆盖原3号线支线一带的1号线一期。2012年9月11日，1号线正式开工建设。2013年1月10日，1号线车辆招标完成，南车南京浦镇车辆有限公司将采用庞巴迪的Flexity 2技术为1号线生产18列100%低地板现代有轨电车。
2014年10月26日，1号线开通试运营。

### 第二阶段
第二阶段的线路包含1号线延伸线（线网规划中的T3线）和2号线。2014年11月，2号线开工建设。2015年9月25日，1号线延伸线开工建设。2018年4月28日，1号线延伸段通车。2018年8月31日，2号线全线通车试运营。

### 第三阶段及后续
原定计划中，第三阶段（2023年至2025年）地铁3号线支线将启动建设并代替有轨电车1号线的部分功能，此时有轨电车1号线将转为补充性线路，同时满足旅游需求；城区段此时将拆分予T4线。然而地铁9号线在此阶段仍未获批。现在的有轨电车建设规划中，近期（2022年至2026年）将建设T5线的一小段，西起建设中的南京大学苏州校区东门，东至普陀山路龙康路接2号线，长约1.8km，原定的T4线则未有启动时间表。T5线该段于2022年10月15日交叉口改造的名义开工，2023年8月28日建成并入有轨电车2号线运营。

## 线路列表

线网图（含规划线路）

有轨电车1号线东起狮子山，西至西洋山，全长25.76公里，运营站点15个，可在狮子山站换乘苏州地铁1号线和3号线。有轨电车2号线两头均分为两个方向，西端一支起自有轨电车1号线龙康路站，另一支起自南京大学苏州校区东门，两个方向于航船浜站会合，至鸿福路站又分为两支，一支至苏州新区火车站，另一支至文昌路站，两支均可换乘苏州地铁3号线，其中苏州新区火车站还可以换乘6号线，2018年8月31日通车试运营。其中，南京大学东至航船浜约1.8km在线网规划中属于T5线，2023年8月28日开通运营。
| 线路名称     | 首段开通日期   | 最近延伸      | 起点              | 终点                  | 运营车站数目 | 运营长度（公里） |
| ------------ | -------------- | ------------- | ----------------- | --------------------- | ------------ | ---------------- |
| 1号线        | 2014年10月26日 | 2018年4月28日 | 狮子山            | 西洋山                | 15           | 25.76            |
| 2号线        | 2018年8月31日  | 2023年8月28日 | 龙康路/南京大学东 | 文昌路/苏州新区火车站 | 16           | 20.343           |
| 运营线路总计 | 运营线路总计   | 运营线路总计  | 运营线路总计      | 运营线路总计          | 31           | 46.10            |

## 特色
得益于较大的站间距，苏州有轨电车的旅行速度较快，1号线旅行速度32km/h，2号线旅行速度33km/h，截至2021年底是中国仅有的两条旅行速度超过30km/h的有轨电车线路。1号线沿线的交叉口大部分为有条件信号优先，部分甚至采用了绝对信号优先。2号线在建成区则采用高架车站形式以提高运营效率；为避免大型货车冲撞有轨电车造成事故，下穿312国道。